# Aulacodes dolichoplagia
Aulacodes dolichoplagia là một loài bướm đêm trong họ Crambidae.